# Golful Suez
Capătul nordic al Mării Roșii este bifurcat de Peninsula Sinai, creându-se astfel Golful Suez (în arabă: خليج السويس; Khalyj as-Suways) în vest și Golful Aqaba în est. Golful Suez este un rift relativ recent, vechi de aproximativ 40 de milioane de ani  Se întinde pe circa 280 km nord-nord-est, până în orașul egiptean Suez și intrarea în Canalul Suez. Acest golf marchează o porțiune din granița dintre continentele Africa și Asia.  Arhivat în 27 octombrie 2003, la Wayback Machine.